# 哈立德·穆尼尔
哈立德·穆尼尔（阿拉伯语：خالد منير，1998年2月24日—），卡塔尔男子足球运动员，司职前锋。他曾代表卡塔尔国家队参加2022年国际足联世界杯，结果队伍止步小组赛阶段。